# Penta no Tsuri Bōken
Penta no Tsuri Bōken (ペン太の釣冒険) é um jogo de pesca relacionado com a saga Antarctic Adventure,[carece de fontes?] para celulares desenvolvido pela Konami e publicados em 07 maio de 2003, exclusivamente em apenas do Japão. Em meados de 2004, foi republicado pela Konami para plataforma de download Konami Net DX (コナミネットDX, Konami Netto DX) com o título Penta no Tsuri Bōken DX (ペン太の釣冒険DX).